# Dusona subaequalis
Dusona subaequalis là một loài tò vò trong họ Ichneumonidae.